# Katarzyna Kołeczek
Katarzyna Kołeczek (ur. 30 listopada 1984 w Warszawie) – polska aktorka teatralna, filmowa i serialowa.

## Życiorys
W 2008 ukończyła studia na PWST w Warszawie. Była aktorką Teatru Polskiego w Warszawie. Grała też w Och Teatrze i Teatrze Polonia oraz ze stołecznym Klubie Komediowym, w którym zajmuje się również improwizacją teatralną.
W M jak miłość wciela się w postać Jagody, siostrzenicy Modrego. Miała kilka gościnnych ról w Ojcu Mateuszu, główną w serialu TVN Mamy to i wielu innych polskich produkcjach filmowych i serialowych.
Gra również w filmach i serialach na Wyspach Brytyjskich. W serialu Ojciec Brown grała postać Susie, gosposi Ojca Browna. Pojawiła się też w niewielkiej roli w filmie Bridget Jones 3. W 2023 zagrała rolę Leiki w filmie fabularnym 97 minut z Alekiem Baldwinem w roli głównej.
Była uczestniczką 18. edycji programu Polsatu Twoja twarz brzmi znajomo.

## Życie prywatne
Jej partnerem jest Przemysław Rudzki, dziennikarz sportowy, z którym ma córkę.

## Filmografia
- 2003: Pustka (etiuda szkolna)
- 2006: Plebania – Marta (odc. 783-785)
- 2007: Wszystko – „Linda”
- 2007: Trzy po trzy. Numery z kwatery – kelnerka (odc. 9)
- 2007: Sztuczki – dziewczyna z baru
- 2007: Korowód – obsada aktorska
- 2007: I kto tu rządzi? – Ana (odc. 36)
- 2007: Faceci do wzięcia – ciężarna kobieta (odc. 41)
- 2008: Wydział zabójstw – Edyta Jankowska-Wilczek (odc. 19)
- 2008: Ojciec Mateusz – Anna Kłyczko (odc. 6)
- 2008: Na dobre i na złe – Agata Lechicka (odc. 334)
- 2008: Czego nikt nie wie (etiuda szkolna)
- 2008: Na Wspólnej - Agata (siostra Pauli - dziewczyny Igora Nowaka)
- 2009–2010: Złotopolscy – Amelia Ziółkowska (odc. 1065, 1068-1069, 1072, 1076, 1091, 1097, 1103)
- 2009: Naznaczony – florecistka Łucja (odc. 8)
- 2009: Królewna (etiuda szkolna)
- 2009: Akademia – Katarzyna (odc. 2-3)
- 2010: Vodka & Women (etiuda szkolna) – blond laska
- 2010: Oni szli szarymi szeregami – Irena Waligórska
- 2010: Hotel 52 – stewardesa Izabela (odc. 8)
- 2010: Cup Cake – Gala
- 2010: Chichot losu – sprzedawczyni Małgorzata (odc. 12)
- 2010: Barwy szczęścia – Diana (odc. 492, 495)
- 2010: Apetyt na życie – Paulina
- 2010; 2011; od 2021: M jak miłość – barmanka w Oazie (odc. 725); sekretarka Ewa (5 odcinków); Jagoda (rola powracająca)
- 2011: Wojna żeńsko-męska
- 2011: Rezydencja – Kinga, sekretarka Marka
- 2011: Ojciec Mateusz – Zofia Dołęcka (odc. 74)
- 2011: Listy do M. – pracownica firmy Wladiego
- 2011: Linia życia – Agata Szurek
- 2011–2012: Julia  – Konstancja
- 2012: Reguły gry – hostessa Zuzanna (odc. 1)
- 2012: Mika – Tośka, siostra Miki / Agata Mirska
- 2012: May I Kill U? – Maya
- 2013: Lekarze – narzeczona Kinga (odc. 33)
- 2013–2015: Klan – Helena, pracownica salonu sukien ślubnych
- 2013: Hotel 52 – stewardesa Izabela (odc. 79)
- 2013: Ojciec Brown – Susie Jasiński (odc. 1-2, 4-5, 7, 9-10)
- 2013: 2XL – recepcjonistka Katarzyna (odc. 1, 3, 6-8, 10-13)
- 2014: Sama słodycz – dziewczyna (odc. 1)
- 2014: Piąty stadion – Marta (odc. 134)
- 2014: Ojciec Mateusz – Tania Iwanyczuk (odc. 145)
- 2014: Marie – Marie
- 2014: Komisarz Alex – Monika, pracownica SPA (odc. 79)
- 2015: Wata cukrowa – Alicja
- 2015: Skazane – młodszy aspirant Małgorzata Pietrzyk (odc. 5)
- 2015: Ojciec Mateusz – sprzedawczyni (odc. 182)
- 2015: Na Wspólnej – Julia Zdrojewska
- 2015: Bacchanalia – Svety
- 2015: Baby Bump – głos WNN24
- 2016: Wesele w kurnej chacie – panna młoda
- 2016: Dark Crimes – prezenterka wiadomości
- 2016: Strażacy – Jolanta, sekretarka Boryckiego (odc. 13, 17-19)
- 2016: Przyjaciółki – Sylwia, żona Marka (odc. 79)
- 2016: Ojciec Mateusz – Dorota, asystentka Agaty Okruszko (odc. 206)
- 2016: Kochaj – panna młoda, siostra Marka
- 2016: Dwoje we troje – żona Kazimierza (odc. 21)
- 2016: Bridget Jones 3 – członkini zespołu
- 2016: Bodo – kobieta na premierze spektaklu (odc. 7)
- 2016: 7 rzeczy, których nie wiecie o facetach – pielęgniarka
- 2017: Listy do M. 3 – kosmetyczka
- 2017: Człowiek z magicznym pudełkiem
- 2018: Ojciec Mateusz – Krystyna Waluś, żona Romana (odc. 249)
- 2018: Narzeczony na niby – policjantka
- 2018: Pierwsza miłość – Dagmara Cieślik
- 2018: Na dobre i na złe – Zuza Gawińska (odc. 698)
- 2019: Komisarz Alex – Judyta Różycka (odc. 152)
- 2019: Barwy szczęścia – Ela (odc. 2048, 2050, 2051)
- 2019: Miasto długów – Julia Zalewska
- 2020: Chyłka. Rewizja – Patrycja Horwat, żona „Bukano”
- 2020: BrzydUla – Agata
- 2021: Mamy to – Ada, żona Szymona[4]

## Role teatralne
Przedstawienia w Akademii Teatralnej
- 2007: Oni, Stanisław Ignacy Witkiewicz, jako Protruda Ballafresco (reż. Jarosław Gajewski)
- 2008: Dochodzenie, jako Kitty (reż. Adam Biernacki, Bartek Magdziarz)
- 2008: Nosorożce, czyli studium przedmiotu, Piotr Cieplak (reż. Piotr Cieplak)

Teatr Polski w Warszawie
- 2009: Wujaszek Wania, Anton Czechow, jako Sonia (reż. Wieniamin Filsztyński)
- 2009: Opowieść zimowa, William Szekspir, jako Dorka, Perdita (reż. Jarosław Kilian)
- 2011: Nowy Don Kiszot, Aleksander Fredro, jako wieśniaczka (reż. Natalia Kozłowska)
- 2011: Żeglarz, Jerzy Szaniawski, jako Med (reż. Jerzy Klesyk)

Teatr Kamienica w Warszawie
- 2009: Szwindel. Piosenki kabaretu międzywojnia (reż. Adam Biernacki)

Teatr Polski w Bydgoszczy
- 2010: Słowacki. 5 dramatów. Rekonstrukcja historyczna (Mazepa, Sen srebrny Salomei, Ksiądz Marek, Horsztyński, Kordian, Juliusz Słowacki (reż. Paweł Wodziński)

Grupa Dochodzeniowa
- 2010: Dochodzenie (reż. Adam Biernacki)

## Teatr Telewizji
- 2007: Nocną porą, jako Monika, reż. Piotr Trzaskalski
- 2007: Ballada o kluczu, jako kobieta w lesie, reż. Waldemar Krzystek
- 2016: Tajny klient, jako właścicielka restauracji, reż. Wojciech Pitala

## Słuchowiska
- Doktor Who: Doom Coalition 3 jako Apolena

## Reklamy
- 2013: Bakoma Jogurt naturalny gęsty, jako gospodyni[5]
- 2016: ING Bank Śląski Łódka, jako śmiejąca się kobieta w barze[6]

## Programy
- Ale numer - prowadząca program

## Nagrody
- Wyróżnienie Ministra Kultury i Dziedzictwa Narodowego za rolę w przedstawieniu Nosorożce, czyli studium przedmiotu oraz za rolę Protrudy Ballafresco w przedstawieniu Oni na XXVI Festiwalu Szkół Teatralnych w Łodzi.